# Benjamin-Joseph Logre
Benjamin-Joseph Logre, né le 21 février 1883 à Lisieux et mort le 25 mars 1963 à Antibes, est un médecin et psychiatre français.

## Biographie
Élève d'Ernest Dupré à qui il consacrera une étude, Joseph Benjamin Eugène Logre obtient son doctorat en médecine en 1913 avec la thèse Les Œdèmes infectieux du poumon, puis devient chef de clinique psychiatrique à la faculté de médecine de Paris. Collaborateur des quotidiens Le Temps et Le Monde, il est célèbre pour avoir été le médecin de Raymond Roussel.
En 1927, il est le psychiatre qui diagnostique des « troubles psychiques polymorphes. Dépression, tristesse, inquiétude. Phases d'anxiété avec peur… » chez Léona Delcourt (la Nadja d'André Breton) qu'il envoie à l'hôpital Sainte-Anne. Le médecin-chef de Sainte-Anne confirme alors son diagnostic.
Jacques Lacan en 1933, lors du procès des sœurs Papin qui a pris une tournure politique, les partisans de l'ordre espérant une condamnation à mort et l'assassinat de la patronne des deux domestiques étant vu comme l'expression d'une révolte de classe, intervient pour appuyer son collègue le Dr Benjamin-Joseph Logre et les journalistes Jean et Jérôme Tharaud dans leur contestation des trois experts qui ont conclu à la responsabilité pénale.
En 1936, il est le premier à décrire le syndrome d'Elpénor. Dans un article publié dans Le Monde du 1-3 mai 1948, il rapporte le cas de Paul Deschanel qui avait absorbé une forte dose de barbituriques et dont les symptômes illustrent le syndrome d'Elpénor,.
Il reçoit en 1947 le prix Jules-Janin de l'Académie française pour son étude L'anxiété de Lucrèce

## Publications
- Les Œdèmes infectieux du poumon (1913)
- Les anxieux, étude clinique (1917)
- Le Professeur E. Dupré. 1862-1921. Son œuvre psychiatrique (1921)
- Les toxicomanies (1924)
- L'anxiété de Lucrèce (1946)
- Psychiatrie clinique (1961)